# Little Richard
Richard Wayne Penniman (5. prosinca 1932. – 9. svibnja 2020.), poznatiji po umjetničkom pseudonimu Little Richard, bio je američki pjevač, kantautor, glazbenik i glumac koji se smatra jednom od najvažnijih ličnosti za razvoj rock and rolla i američke pop glazbe u 20. stoljeću.
Odrastao je u svećeničkoj porodici, ali je odmalena pokazivao zanimanje za glazbu, pa je kao tinejdžer napustio školu kako bi se priključio putujućim glazbenicima. Postupno je svojim talentom privukao pažnju glazbenih producenata, a od 1955. do 1957. je snimio niz velikih hitova kao što su Tutti Frutti, Long Tall Sally, Lucille i Good Golly Miss Molly. Svoju karijeru je iznenada prekinuo postavši preporođeni kršćanin, te se orijentirao na gospel i karijeru adventističkog svećenika, izjavivši da je "rock and roll zlo". Nakon što mu se 1962. godine raspao brak, počeo se postupno vraćati rock and rollu, kao i načinu života kojim su dominirali alkohol, droga i razvrat, uključujući i homoseksualne veze. Niz traumatičnih incidenata 1977. godine ga je natjerao da se ponovno vrati kršćanstvu, a godine 1984. je majci pred smrt obećao da će nastaviti živjeti kao kršćanin. Tada je konačno odlučio pomiriti rock and roll sa svojim kršćanskim uvjerenjima.

## Vanjske poveznice
- Little Richard biography at the Encyclopaedia Britannica
- Little Richard in Rolling Stones Top 10 Artists of all Time  Arhivirana inačica izvorne stranice od 11. siječnja 2010. (Wayback Machine)
- Little Richard biography with pictures
- "Little Richard" Penniman  Arhivirana inačica izvorne stranice od 20. listopada 2012. (Wayback Machine) (entry in the New Georgia Encyclopedia)
- Louisiana Music Hall of Fame Induction Page  Arhivirana inačica izvorne stranice od 2. ožujka 2015. (Wayback Machine)
- Little Richard Official Myspace Page
- Little Richard News
- "Richard, the First"
- Quotes by Little Richard and Quotes About Little Richard by Famous Artists WIKIQUOTE